# Comuna Nemîrînți, Horodok
Nemîrînți (în ucraineană Немиринці) este o comună în raionul Horodok, regiunea Hmelnîțkîi, Ucraina, formată din satele Dahnivka și Nemîrînți (reședința).

## Demografie
Componența lingvistică a comunei Nemîrînți
     Ucraineană (99,75%)
     Alte limbi (0,25%)
Conform recensământului din 2001, majoritatea populației comunei Nemîrînți era vorbitoare de ucraineană (99,75%), existând în minoritate și vorbitori de alte limbi.